# Hans-Georg Jörger
Hans-Georg Jörger   (26 de novembre de 1903 - valor desconegut) va ser un tirador d'esgrima alemany que va competir durant les dècades de 1920 i 1930.
El 1936 va prendre part en els Jocs Olímpics de Berlín, on guanyà la medalla de bronze en la prova de sabre per equips del programa d'esgrima.